# Jacky Ferrari
Pour les articles homonymes, voir Ferrari.
Jacky Ferrari (né le 7 octobre 1952 à Caluire-et-Cuire,) est un coureur cycliste français, professionnel en 1974.

## Palmarès
- 1971
  -  Champion de France universitaire[3]
- 1972
  - 3e d'Annemasse-Bellegarde et retour
- 1973
  - 3e du Grand Prix de Saint-Symphorien-sur-Coise